# 崔庙镇
崔庙镇，是中华人民共和国河南省郑州市荥阳市下辖的一个乡镇级行政单位。

## 行政区划
崔庙镇下辖以下地区：
崔庙村、盆窑村、项沟村、索坡村、南竹园村、翟沟村、老庄村、石井村、车场村、石坡村、王宗店村、白赵村、栗树沟村、王泉村、芦庄村、界沟村、郑岗村、郑庄村、寺沟村、邵寨村、马寨村和丁沟村。